# Riksmötet 2024/2025
Riksmötet 2024/2025 är Sveriges riksdags verksamhetsår 2024–2025. Riksmötet inleddes den 10 september 2024 och planeras att pågå till i september 2025.

## Händelser och beslut i urval
Den allmänna motionstiden inleds samma dag som riksmötet öppnas.

### Riksmötets öppnande
Riksmötet öppnas när kung Carl XVI Gustaf förklarar, på begäran av talman Andreas Norlén, riksmötet 2024/2025 öppnat den 10 september 2024.

## Nyckelpersoner i riksdagen och partierna

### Talmanspresidiet
| Talman             | Första vice talman      | Andra vice talman  | Tredje vice talman   |
| Andreas Norlén (M) | Kenneth G. Forslund (S) | Julia Kronlid (SD) | Kerstin Lundgren (C) |
| ------------------ | ----------------------- | ------------------ | -------------------- |

### Partiledare
- S: Magdalena Andersson
- SD: Jimmie Åkesson
- M: Ulf Kristersson
- V: Nooshi Dadgostar
- C: Muharrem Demirok
- KD: Ebba Busch
- MP: Amanda Lind och Daniel Helldén
- L: Johan Pehrson

### Partiernas gruppledare i riksdagen
- S: Lena Hallengren[1]
- SD: Linda Lindberg[2]
- M: Mattias Karlsson[3]
- V: Samuel Gonzalez Westling[4]
- C: Daniel Bäckström[5]
- KD: Camilla Brodin[6]
- MP: Annika Hirvonen[7]
- L: Lina Nordquist[8]